# Drounkate
 (février 2025).
Drounkate est une Villages malienne, située dans le département de la Bakhounou, chef-lieu de la Commune de Allahina, chef-lieu dans le Cercle de Nahrra, et dans la nouvelle région de Nahrra.